# Laverton (Australie-Occidentale)
Pour les articles homonymes, voir Laverton.
Laverton (316 habitants) est un village qui est le centre administratif du Comté de Laverton dans la région de Goldfields-Esperance en Australie-Occidentale. Laverton est situé à l'extrémité ouest du grand désert de Victoria, à 957 kilomètres au nord-nord-est de la capitale de l'état, Perth, et à 124 kilomètres à l'est-nord-est de la ville de Leonora à une altitude de 461 m. Environ un tiers de la population est d'origine aborigène. La région est très aride, avec une pluviométrie moyenne annuelle de seulement 230 mm. Il y fait également très chaud, avec des températures maximales quotidiennes moyennes allant de 17 °C en juillet à 36 °C en janvier.
Laverton est essentiellement une zone d'exploitation minière. Il existe deux grandes mines d'or dans le Comté : Granny Smith (en), détenue et exploitée par Barrick Gold et Sunrise et Dam, détenue et exploitée par AngloGold Ashanti. Les deux sites ont des exploitations à ciel ouvert avec des expansions souterraines. Le projet Murrin Murrin projet de récupération de nickel est également situé à proximité, un peu plus près de la frontière avec Leonora. La zone est trop aride pour permettre l'agriculture, mais il y a une très faible densité de pâturage de moutons et de bovins.